# Marionia
Marionia is een geslacht van weekdieren uit de klasse van de Gastropoda (slakken).

## Soorten
- Marionia arborescens Bergh, 1890
- Marionia bathycarolinensis V. G. Smith & Gosliner, 2005
- Marionia blainvillea (Risso, 1818)
- Marionia cucullata (Couthouy, 1852)
- Marionia dakini (O'Donoghue, 1924)
- Marionia distincta Bergh, 1905
- Marionia echinomuriceae Jensen, 1994
- Marionia elongoreticulata V. G. Smith & Gosliner, 2007
- Marionia elongoviridis V. G. Smith & Gosliner, 2007
- Marionia hawaiiensis (Pease, 1860)
- Marionia kinoi Angulo-Campillo & Bertsch, 2013
- Marionia levis Eliot, 1904
- Marionia limceana Silva, de Meirelles & Matthews-Cascon, 2013
- Marionia olivacea Baba, 1937
- Marionia platyctenea (Willan, 1988)
- Marionia pustulosa Odhner, 1936
- Marionia semperi Jensen, 1994
- Marionia tedi Ev. Marcus, 1983
- Marionia viridescens Eliot, 1904